# Koweitoniscus vanharteni
Koweitoniscus vanharteni är en kräftdjursart som beskrevs av Franco Ferrara och Stefano Taiti1996. Koweitoniscus vanharteni ingår i släktet Koweitoniscus och familjen Eubelidae. Inga underarter finns listade i Catalogue of Life.